# Угу Вієйра
Угу Вієйра (порт. Hugo Filipe da Costa Vieira, нар. 25 липня 1988, Барселуш) — португальський футболіст, нападник клубу «Йокогама Ф. Марінос».

## Ігрова кар'єра
Народився 25 липня 1988 року в місті Барселуш. Вихованець юнацької команди «Санта-Марія», за яку 2006 року дебютував на дорослому рівні в матчі чемпіонату округу Брага, п'ятому за рівні дивізіоні Португалії. Також здавався в оренди у французьке «Бордо», де грав виключно в резервній команді у аматорській лізі, а також в «Ештуріл-Прая», за яку так і не провів жодної гри на дорослому рівні.
Влітку 2009 року перейшов у клуб португальської Сегунди «Жіл Вісенте», в якому провів три сезони, взявши участь у 62 матчах чемпіонату, а у сезоні 2010/11 зайняв з командою перше місце і вийшов у Прімейру.
18 травня 2012 року підписав чотирирічну угоду з «Бенфікою», яка відразу віддала гравця в оренду на сезон в клуб іспанської Сегунди «Спортінг» (Хіхон). Втім у новій команді майже не грав і вже у січні достроково покинув клуб і другу половину сезону на правах оренди грав за «Жіл Вісенте».
23 серпня 2013 року уклав чотирирічний контракт з «Брагою», щоправда і у цій команді заграти не зумів, через що другу половину сезону знову провів в оренді в «Жіл Вісенте».
У вересні 2014 року Угу Вієйра підписав дворічний контракт з московським «Торпедо». У Прем'єр-лізі Росії дебютував 14 вересня в гостьовому матчі проти «Спартака», вийшовши на заміну на 60-й хвилині замість Кирила Комбарова. В кінці матчу Угу відзначився голом, проте його команда зазнала поразки 1:3. У дебютному сезоні португалець відіграв 20 матчів у чемпіонаті забив три голи і став автором однієї результативної передачі, а також провів дві гри в Кубку Росії. У травні 2015 року Вієйра заявив, що йому буде важко залишитися в команді після її вильоту в ФНЛ.
В кінці червня 2015 року Угу потрапив в сферу інтересів сербської «Црвени Звезди». 1 липня прес-служба сербського клубу офіційно оголосила про підписання дворічного контракту з 26-річним португальцем. Граючи у складі «Црвени Звезди» став одним з головних бомбардирів команди, маючи середню результативність на рівні 0,63 голу за гру першості. У сезоні 2015/16 він з командою став чемпіоном Сербії, забивши 20 голів у 33 матчах турніру. Вієйра був визнаний найкращим гравцем чемпіонату, а також тривалий час був першим у списку найкращих бомбардирів, втім, пропустивши останній тур, його обійшов одноклубник Александар Катаї, що забив 21 гол.
На початку січня 2017 року разом із одноклубником Давидом Бабунським, перейшов у японський «Йокогама Ф. Марінос». Станом на 1 серпня 2018 року відіграв за команду з Йокогами 46 матчів в національному чемпіонаті.

## Досягнення
- Чемпіон Сербії: 2015/16

### Індивідуальні
- Найкращий бомбардир Кубка португальської ліги: 2010/11
- Найкращий гравець чемпіонату Сербії: 2015/16
- У символічній збірній чемпіонату Сербії: 2015/16